# 101e Coupe Grey
La 101e Coupe Grey est le match final de la saison 2013 de la Ligue canadienne de football, au cours duquel se sont affrontés les Tiger-Cats de Hamilton, équipe championne de la division Est, et les Roughriders de la Saskatchewan, équipe championne de la division Ouest. Le match s'est déroulé le 24 novembre 2013 dans la ville de Regina, en Saskatchewan, au stade Mosaic.